# Inondations de 2022 à Amarnath
 (août 2023).
Les inondations de 2022 à Amarnath sont des inondations meurtrières qui se sont déroulées en Inde, en juillet 2022.

## Description et bilan humain
Le 8 juillet 2022, une inondation provoquée par des pluies torrentielles à Amarnath tue au moins 16 personnes et fait au moins 40 autres disparus,,,